# William Pye
William Pye (Londen, 1938) is een Engelse beeldhouwer en glaskunstenaar.

## Leven en werk
Pye studeerde van 1958 tot 1961 beeldhouwkunst aan de Wimbledon School of Art en van 1961 tot 1965 bij Bernard Meadows aan het Royal College of Art in Londen. Vanaf 1966, gedurende acht jaar, stelde hij zijn werken tentoon bij de Redfern Gallery in Londen. Vanaf begin zeventiger jaren maakte hij zich los van de galeriekunst en ging hij grotere werken maken voor de openbare ruimte. Hij doceerde tot eind zeventiger jaren aan de Central School of Art en het Goldsmiths' College of Art in Londen, alsmede aan de Norwich School of Art. Hij is sinds 1993 erelid van het Royal Institute of British Architects.
De werken van Pye zijn abstract en van steen of roestvast staal. Water werd het belangrijkste element in werk en zijn naam is synoniem geworden met sculpturen van staal en bewegend water.

## Werken (selectie)
- Great Deity Enshrined (1963)[1]
- Zemran (1972), Queen Elisabeth Hall, South Bank Sculpture Stroll in Londen
- Double Somersault (1976), Sheffield's Children Hospital in Sheffield
- Ripple Wall (1982)
- Scaladaqua Tonda, Carmarthenshire (Wales)
- Slip Stream en Jet Stream (1987), North Terminal van Luchthaven Londen Gatwick
- The Waterfall (1995), Derby Market Place in Derby
- Kanagawa[2] (2000), Chichester Road in Selsey bij Chichester (West Sussex)
- Aquarena (2000), Millennium Square in Bristol[3]
- Water Tower[4] (2000), Wales Millennium Centre aan de Roald Dahl Plass in Cardiff
- Little Scylla (2001)
- Argosy (2002), Lloyd's Registerof Shipping in Londen
- Scylla II (2002), Cass Sculpture Foundation[5] in Goodwood (Warwickshire)
- Charybdis, Seaham Hall in Seaham (County Durham)
- Curlicue, Greenland Dock, Docklands in Londen
- Tarantella (2008), Newby Hall Sculpture Park in Newby (North Yorkshire)
- Offspring (2008), Walcot Street in Bath

## Fotogalerij

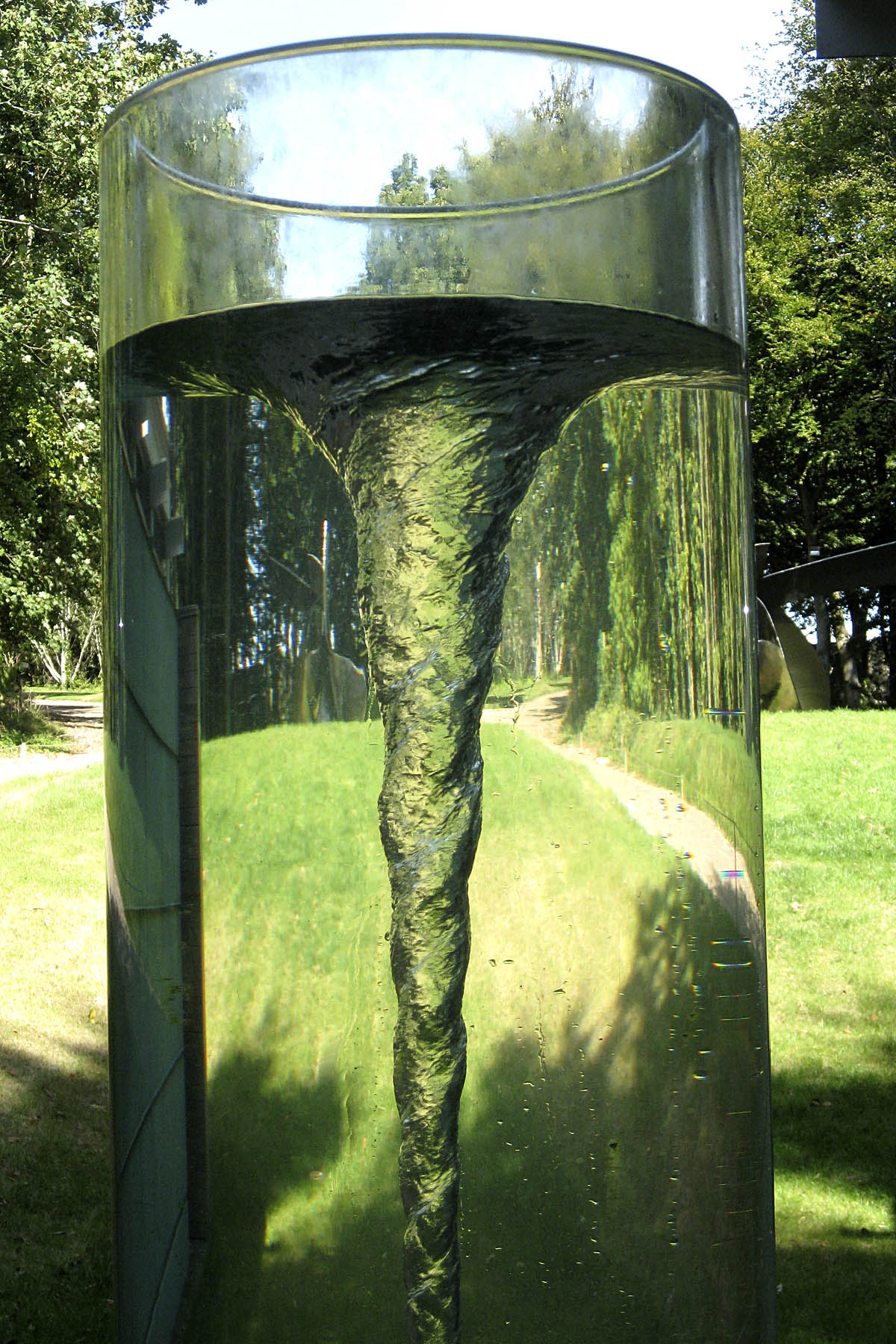
Scylla in Goodwood
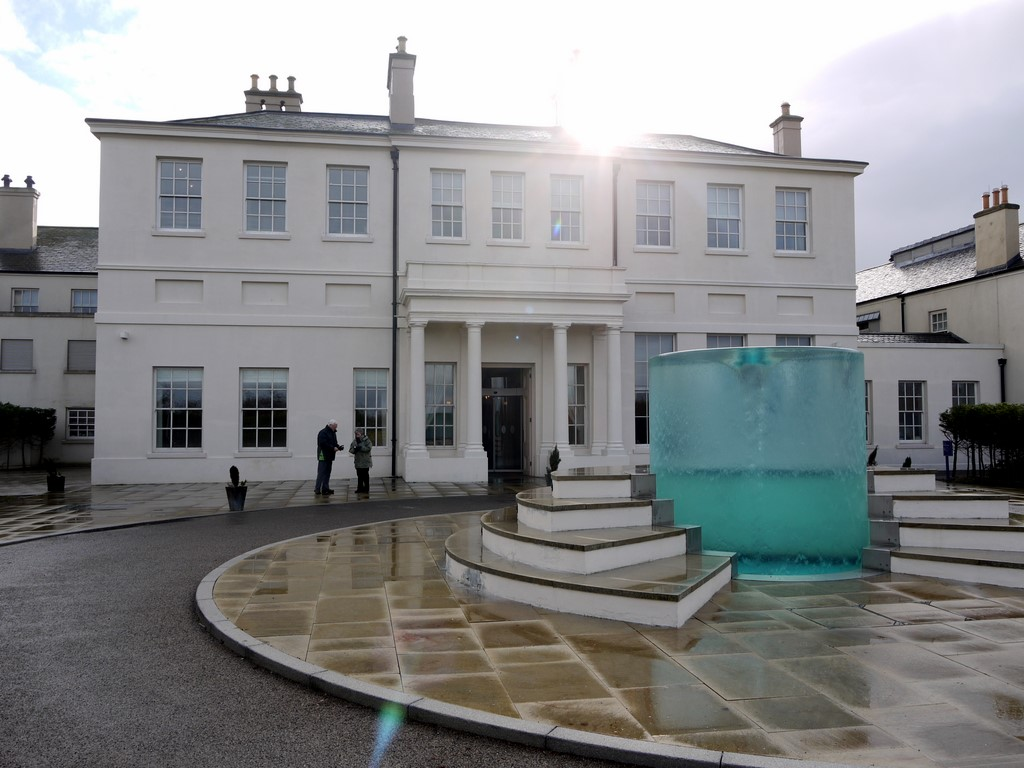
Charybdis in Seaham
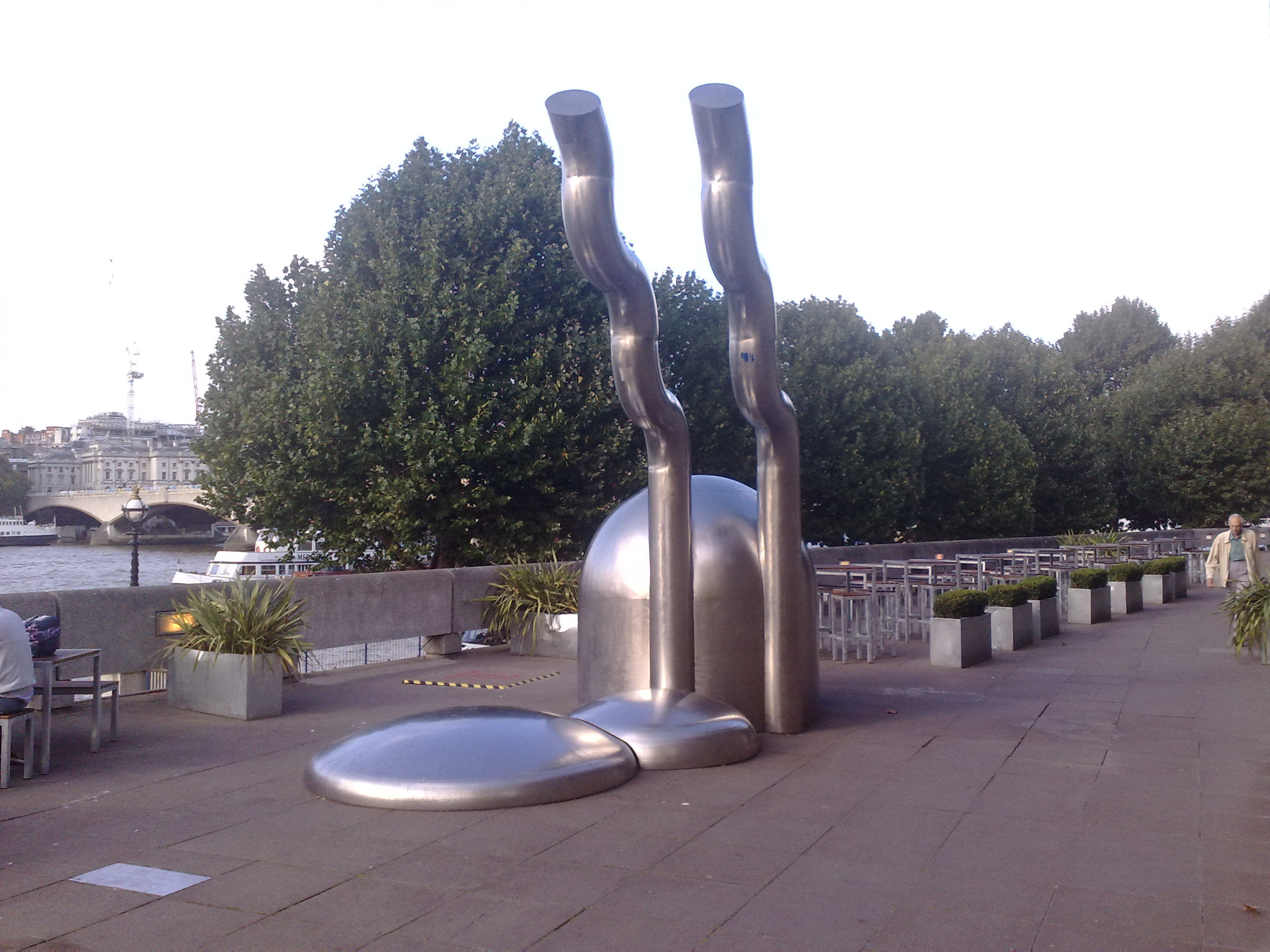
Zemran in Londen
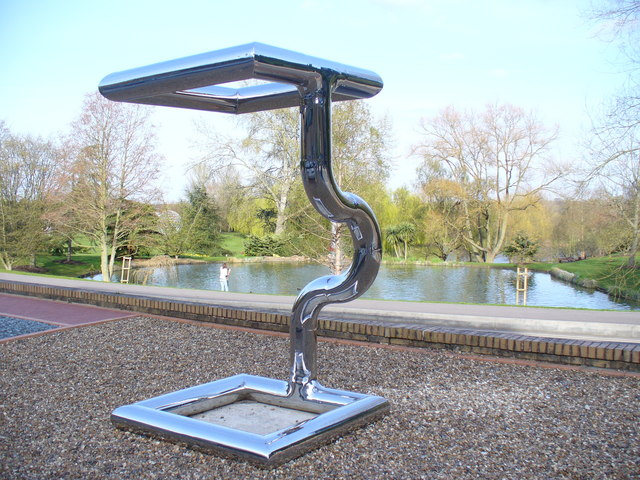
Surrey University Campus in Guildford
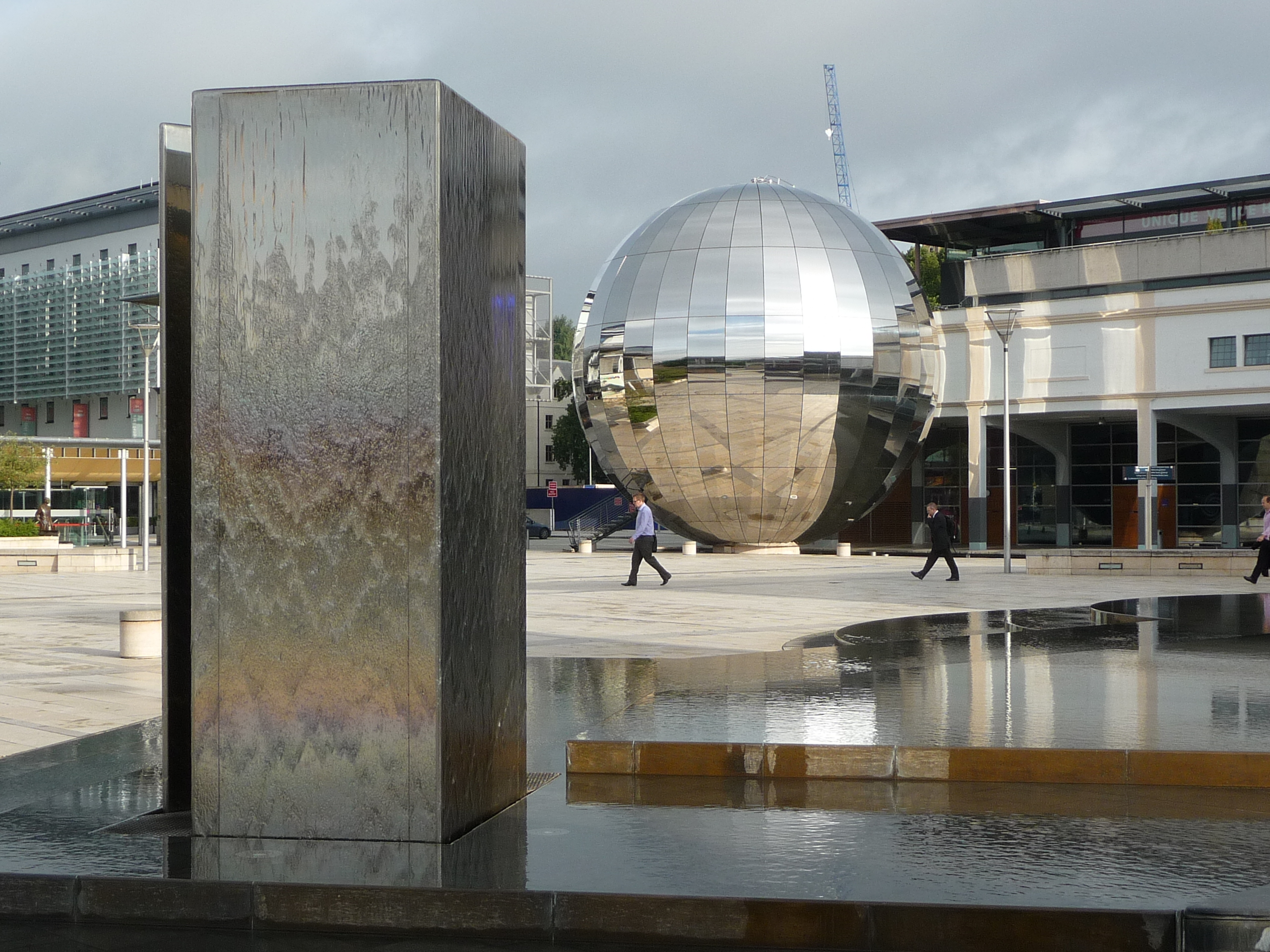
Aquarena Water Sculpture in Bristol